# Santuario di Nostra Signora di Bonaria
Il santuario di Nostra Signora di Bonaria è un complesso religioso della città di Cagliari situato in cima al colle omonimo.
È uno degli edifici mariani più importanti della Sardegna ed è costituito:
- dal santuario in stile gotico catalano risalente alla prima metà del XIV secolo; qui è custodito il simulacro di "Nostra Signora di Bonaria"  (o "Madonna di Bonaria"), titolo dato alla Madonna, come patrona massima della Sardegna e di Cagliari, protettrice dei naviganti.
- dalla  basilica risalente al XVIII secolo, in stile neoclassico, elevata a basilica minore da Pio XI nel 1926[1][2].
- dal cimitero-parco monumentale omonimo.
- dal convento omonimo[3] gestito dall'Ordine dei padri mercedari, che altresì officiano, come sede parrocchiale, le funzioni religiose. Nel chiostro, è presente anche il Museo di Bonaria.

## Storia
(dalla preghiera alla Madonna di Bonaria scritta da Giovanni Paolo II in occasione della sua visita al santuario il 20 ottobre 1985)

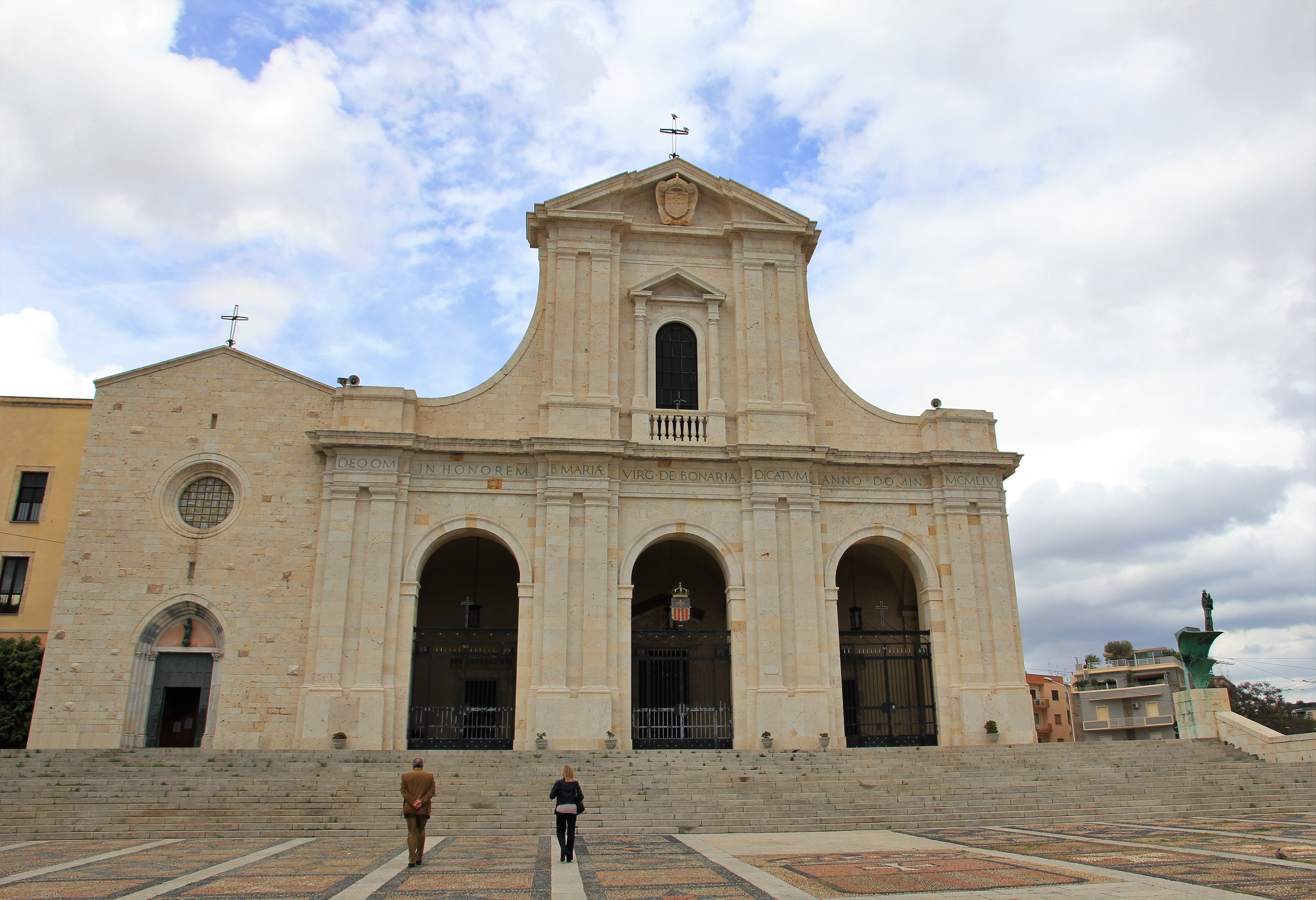
Il santuario (sinistra) e la basilica (destra)

Il santuario è la parte più antica del complesso e fu il primo esempio di architettura gotico-catalana in Sardegna. Nel 1324, durante l'assedio di Castel di Castro, l'infante Alfonso fece costruire su questo colle, detto in catalano di Bon Aire ovvero "buona aria", una cittadella fortificata. Nel 1326 Pisa abbandonò per sempre la Sardegna e, nel 1335, il re donò l'area di Bonaria ai frati dell'Ordine di Santa Maria della Mercede, all'epoca nel suo massimo splendore, i quali vi fecero costruire un convento con annessa la chiesetta, di stile catalano-aragonese.
La costruzione della basilica, che affianca il santuario, risale al 1704, quando i frati mercedari decisero di edificare una chiesa più grande in onore della Vergine di Bonaria. La chiesa, costruita su progetto dell'architetto piemontese Antonio Felice De Vincenti, era stata progettata in origine in stile barocco; i lavori subirono però delle interruzioni, e verso la fine del XVIII secolo vennero affidati all'architetto Giuseppe Viana, che rielaborò il progetto in stile neoclassico.
Nel corso dell'Ottocento i lavori subirono ancora diversi rallentamenti. Il 24 aprile 1885 l'arcivescovo di Cagliari Paolo Maria Serci Serra riconsacrò il santuario dopo che erano stati effettuati dei lavori; una grande lapide, fu posta a ricordo del duplice avvenimento. L'edificio venne però terminato solo nel 1926, anno in cui il papa Pio XI gli conferì il titolo di basilica minore.
Durante la seconda guerra mondiale l'edificio subì gravi danni dovuti ai bombardamenti; venne ristrutturato tra il 1947 e il 1960 e poi di nuovo nel 1998.
Il santuario di Bonaria è stato visitato il 24 aprile 1970 da papa Paolo VI, da papa Giovanni Paolo II il 20 ottobre 1985, da papa Benedetto XVI il 7 settembre 2008 durante la sua visita a Cagliari e da papa Francesco il 22 settembre 2013, per sottolineare il legame tra le città di Cagliari e Buenos Aires, dato che proprio da questo santuario la capitale dell'Argentina prende il nome.

## Descrizione

### Il santuario

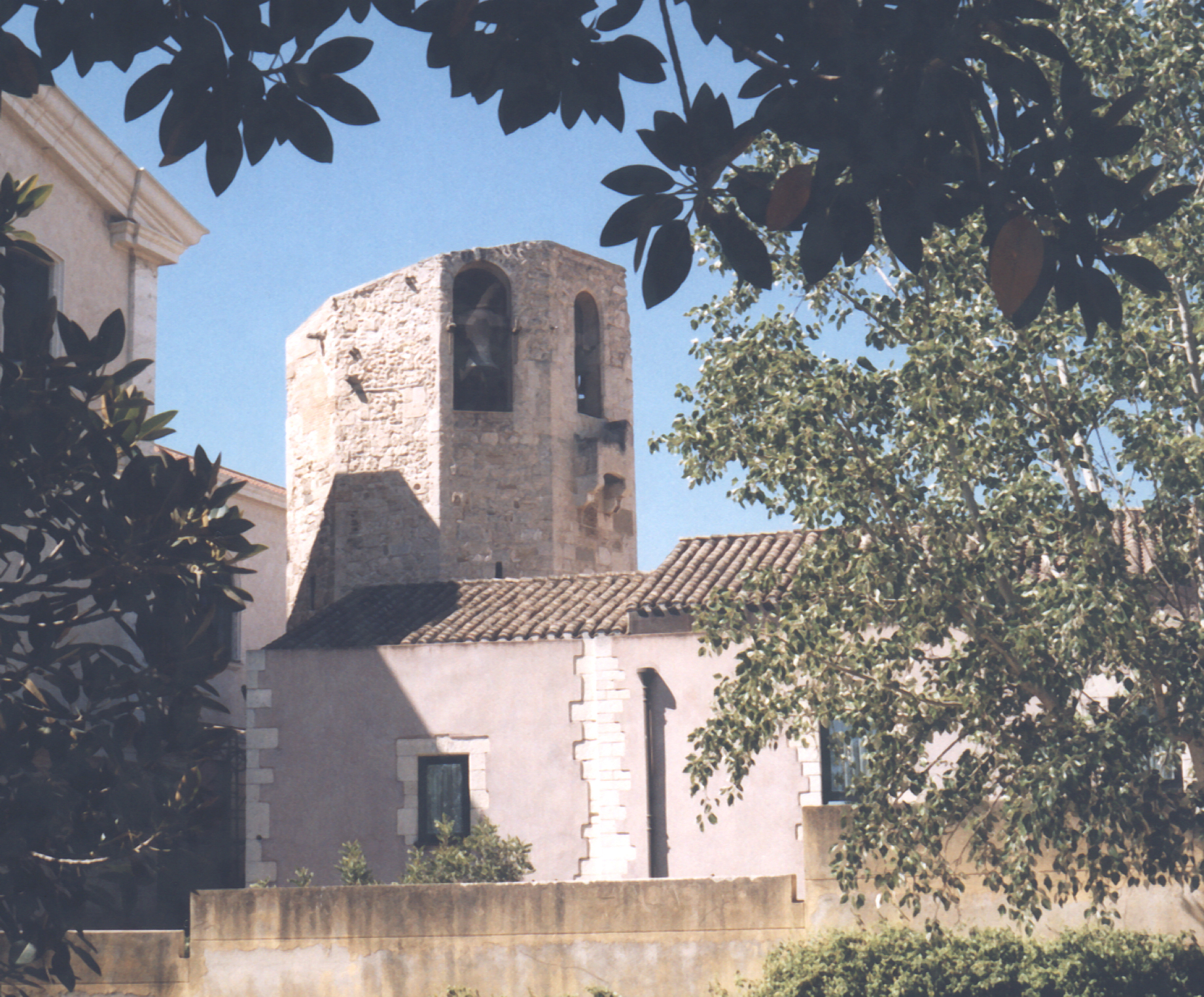
Torre costruita dai catalani, parte della antica fortezza, oggi funge da campanile

Il santuario trecentesco venne ampiamente rimaneggiato negli anni cinquanta del XX secolo, allo scopo di riportarlo alla forma originaria. La facciata, allineata a quella della basilica, è molto semplice, a capanna. Per accedere alla chiesa si entra dal portale, in stile gotico, che fu recuperato dalla medievale chiesa di San Francesco in Stampace, che fu demolita nel XIX secolo.
L'interno, sempre in stile gotico-catalano, è a navata unica con volta ogivale. Sul lato sinistro si aprono tre cappelle, anch'esse in stile gotico, voltate a crociera, mentre sul lato destro si trova l'arco che unisce il santuario alla basilica (le quattro cappelle che si aprivano su questo lato furono demolite in seguito ai lavori di costruzione della basilica).
In fondo all'aula, sopraelevato rispetto al pavimento, si trova il presbiterio che termina con l'abside poligonale dov'è l'altare maggiore; questo è il cuore del santuario, perché sull'altare è intronizzata l'imponente statua lignea trecentesca della Madonna col Bambino, detta Nostra Signora di Bonaria, meta della devozione dei fedeli che, per venerarla, salgono le scalette ai due lati dell'altare, trovandosi così all'altezza dei piedi della statua.
Alla base della balaustra, ai lati della scala d'accesso al presbiterio, vi sono le tombe di Domenico Alberto Azuni (sinistra) e quella del servo di Dio fra' Antonino Pisano (destra), frate mercedario di Cagliari, morto nel 1927. In tribuna è ubicato un organo (1886), costruito da Carlo Aletti di Monza.

#### La navicella sospesa
Nel corso dei secoli, al santuario di Bonaria sono stati donati numerosi oggetti ex voto che anticamente venivano appesi nelle pareti laterali. Tra questi una piccola statua raffigurante una navicella di avorio, lunga circa 30 cm che si trova nell'architrave immediatamente prima dell'abside dove è collocata la statua della Vergine. Tale oggetto è uno dei più antichi che il santuario possa vantare.
Secondo la leggenda, la navicella fu donata nel XV secolo da una tra i tanti pellegrini che si recavano al santuario per venerare la statua. La pellegrina, del quale non si conosce l'identità, inizialmente, aveva pensato di destinare l'ex voto alla Terra santa ma, rimasta colpita dalla storia del santuario, decise di donare la navicella alla Madonna di Bonaria. Questa fu appesa con una cordicella, sospesa sopra l'abside, e fin da subito fu meta di pellegrinaggio dei pescatori della zona, ed ivi è rimasta: si dice infatti che quest'oggetto indichi la direzione delle correnti che spirano nel Golfo di Cagliari. Per questo motivo i pescatori cagliaritani, prima di avventurarsi nel mare aperto, si recavano al santuario per chiedere informazioni e la navicella si spostava e con la prua indicava la direzione del vento.

### La basilica

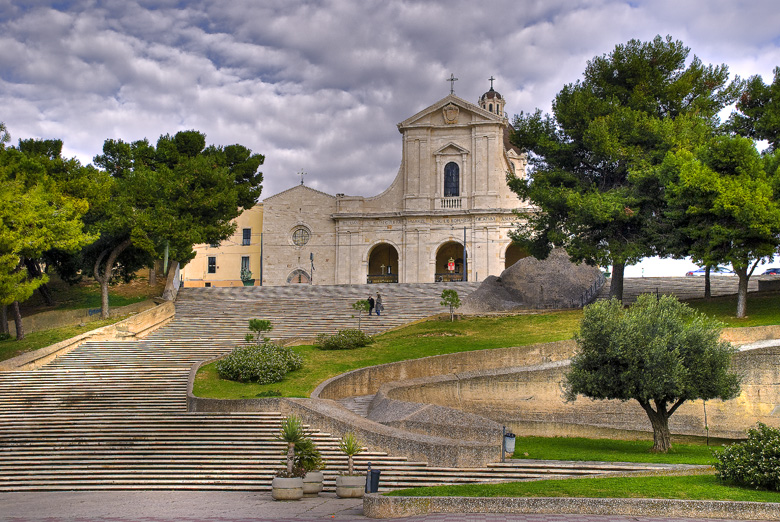
Facciata del santuario e della basilica e la scalinata

#### Esterno
La facciata della basilica si presenta in un semplice stile neoclassico, risalente al periodo 1704-1730, e costruita sempre grazie al contributo dell'Ordine Mercedario. È composta da pietre bianche in calcare con un ampio porticato, sopra il quale, in corrispondenza della navata centrale, vi è un timpano che racchiude lo stemma dell'Ordine della Mercede e, più in basso, sovrastata da un altro timpano e inquadrata da colonnine classicheggianti, si apre la loggia delle benedizioni.
La facciata fu ristrutturata intorno al 1958, ad opera dell'architetto perugino Gina Baldracchini.
Nell'atrio d'ingresso, sulla sinistra, si trova una scultura del milanese Enrico Manfrini raffigurante il papa Paolo VI, che visitò il santuario di Bonaria nel 1970. I portali laterali in bronzo, risalenti al periodo di ristrutturazione del 1985-1990, raffigurano figure alate che sorreggono lo stemma di Cagliari e vennero realizzate dallo scultore Ernesto Lamagna. Il portone principale invece, è stato restaurato con nuove 24 formelle di Stefania Ariu nel 2016, in occasione del centenario dell'Ordine mercedario (2018). Sul sagrato, sono altresì presenti due sculture di Franco D'Aspro.
Per giungere fino in cima al complesso, negli anni 30 del XX secolo il Comune di Cagliari intese costruire una gradinata in cemento, granito e calcare a partire dal sottostante viale Armando Diaz.
Tuttavia i lavori furono rimandati a causa della seconda guerra mondiale, per cui la scalinata fu costruita tra il 1962 e il 1967, ad opera degli architetti Adriano e Lucio Cambellotti (figli di Duilio Cambellotti).

#### Interno

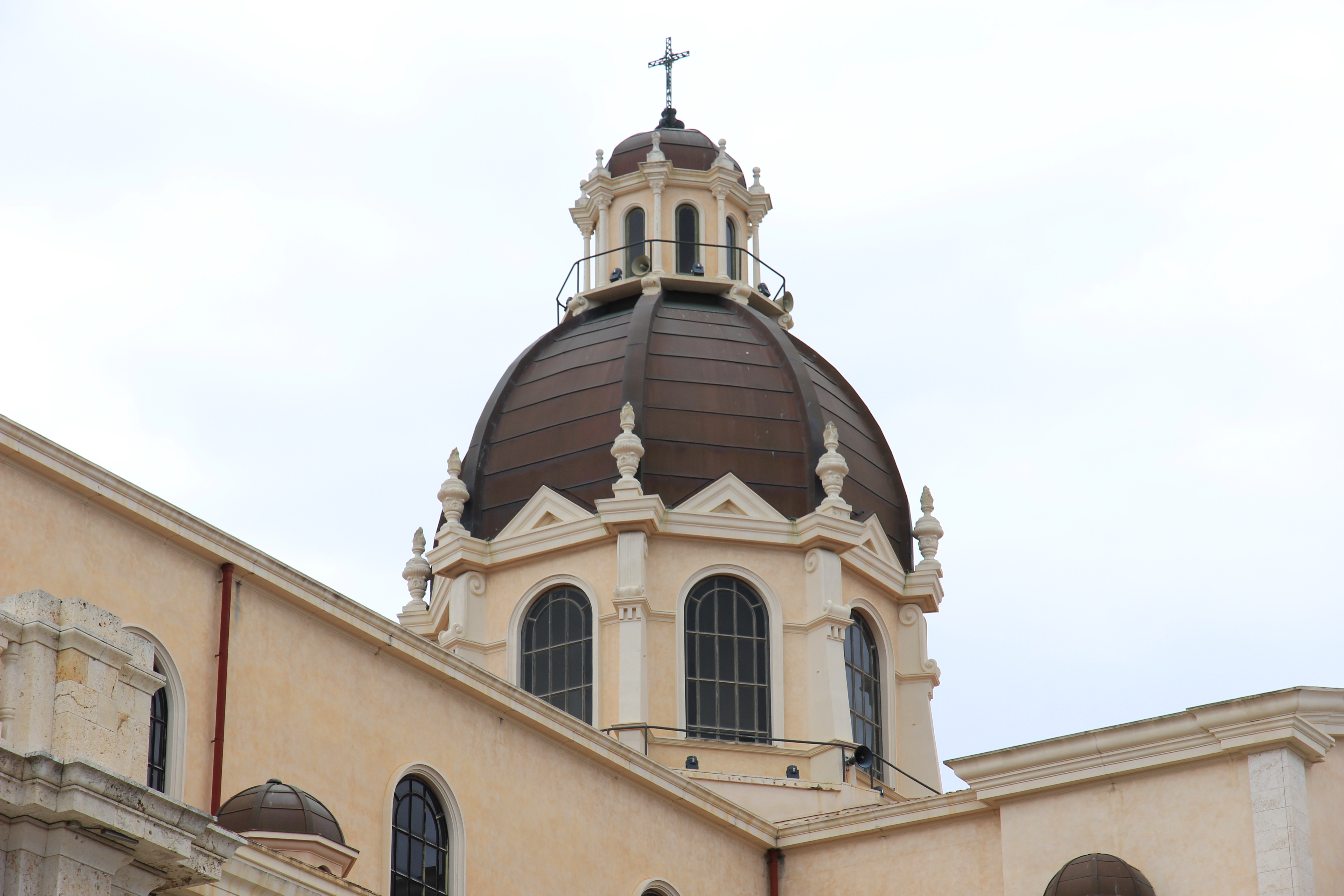
La cupola della basilica

Il vasto e luminoso interno ha pianta a croce latina, diviso in tre navate, con ampio transetto sovrastato da un'alta cupola (50 metri) ottagonale. Le navate sono separate da quattro arcate, poggianti su colonne binate in calcare bianco. La navata centrale, lunga 54 metri, ha una copertura a volta a botte, mentre quelle laterali sono coperte rispettivamente da quattro cupolette.

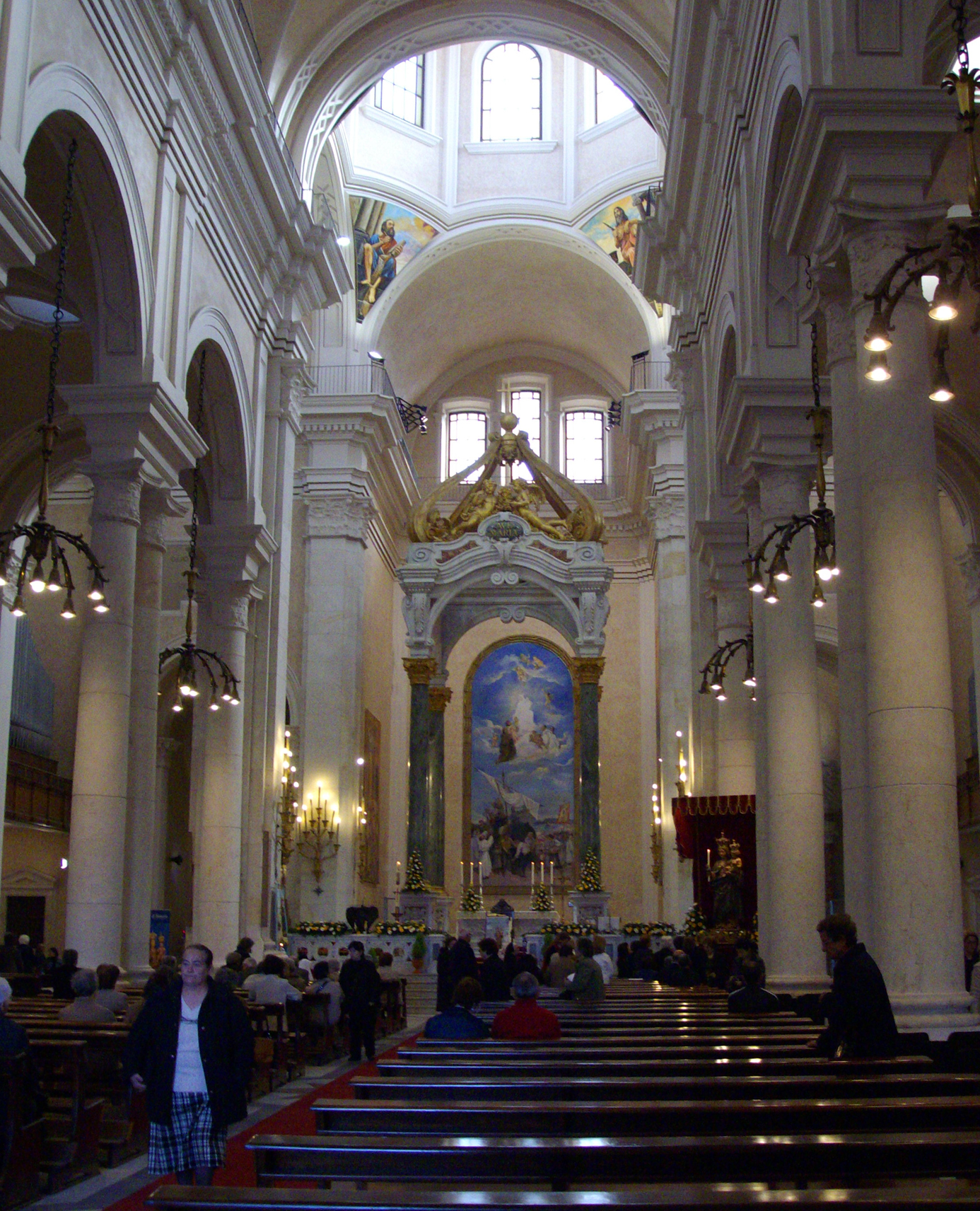
Interno della basilica

L'altare maggiore è sormontato da un baldacchino sorretto da quattro colonne di marmo verde decorato da figure di angeli in rame dorato, così come i capitelli e le arcate. Di fronte al presbiterio, all'altezza dell'ultima coppia di colonne a destra si trova una riproduzione della statua della Madonna di Bonaria.
Nelle navate laterali si aprono le cappelle, quattro a destra e tre sulla sinistra, in cui si trovano grandi tele raffiguranti la Madonna, risalenti agli anni cinquanta del XX secolo. Le tele raffiguranti Maria Ausiliatrice (prima cappella a destra), l'Assunta (seconda cappella a destra), la Madonna di Fátima (quarta cappella a destra), la Madonna del Rosario (prima cappella a sinistra), la Vergine Immacolata (terza cappella a sinistra) sono opera di Antonio Mura.
Nella terza cappella della navata destra, si trova il dipinto della Sacra Famiglia di Giuseppe Aprea, mentre la seconda cappella della navata sinistra racchiude la tela raffigurante la Madonna della Mercede, opera di Gina Baldracchini risalente al 1961.
Il transetto custodisce la statua della Madonna del Combattente, opera di Francesco Ciusa, realizzata tra il 1936 e il 1938. Sempre nel transetto si aprono due cappelle nei rispettivi bracci, in quello destro la cappella della Madonna della Vittoria o dei Caduti, edificata nel 1930 per desiderio delle madri dei caduti in guerra, ornata da un altare marmoreo in stile barocco con un bassorilievo raffigurante La Pietà, nel braccio sinistro la cappella del Santissimo Sacramento, in cui si trova un'altra tela di Antonio Mura, raffigurante la Cena in Emmaus.

#### Organo a canne
Nel transetto della chiesa, su due cantorie, si trova l'organo a canne Tamburini opus 438, costruito nel 1961.
Lo strumento, a trasmissione elettrica, ha tre tastiere di 61 note ciascuna ed una pedaliera concavo-radiale di 32.

## Il museo
Nel chiostro del convento si trova il Museo del santuario, che conserva testimonianze archeologiche, modellini navali, arredi sacri ed ex voto.
Dopo i restauri degli anni cinquanta, l'edificio del santuario fu riportato alle sue linee architettoniche originali, cioè al più puro stile gotico-catalano; fu quindi necessario rimuovere tutte le sovrapposizioni precedenti. Anche gli ex-voto che vi si conservavano furono tutti rimossi e sistemati alla meglio in alcuni locali, in attesa di una sistemazione definitiva. Nel 1968, il rettore padre Pasquale Pasquariello creò un piccolo museo, destinato a conservare e preservare dalla distruzione gli ex-voto; tale museo fu inaugurato nel luglio 1968, in occasione della sagra estiva di Bonaria.

## Storia della statua di Nostra Signora di Bonaria

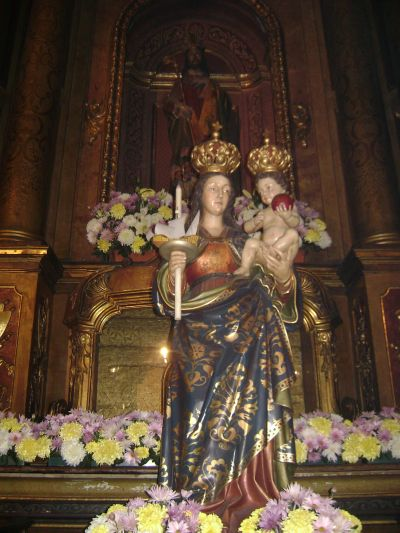
La statua

Secondo la leggenda, il 25 marzo 1370 una nave partita dalla Catalogna fu sorpresa da una tempesta. I marinai decisero allora di gettare in mare tutto il carico, tra cui una pesante cassa. Appena la cassa venne gettata in mare, la tempesta si placò.
La cassa approdò quindi a Cagliari, proprio sotto il colle di Bonaria; i frati del convento, apertala, vi trovarono una statua in legno di carrubo della Vergine Maria che tiene con una mano in braccio il Bambino Gesù e nell'altra ha una candela accesa Santa Maria della Candelora. La devozione alla statua miracolosa si diffuse immediatamente in tutta la Sardegna, specie tra i marinai che la invocano come protettrice.
Narra infatti sempre la leggenda che la navicella d'avorio, offerta in ringraziamento alla Vergine da una devota, che era stata appesa davanti alla statua con una corda di canapa, avesse iniziato a muoversi segnando i venti che spiravano fuori dal golfo di Cagliari e che i marinai, prima di prendere il mare, si recassero sempre nel santuario.
I conquistadores spagnoli diedero per devozione il suo nome alla capitale dell'Argentina, Buenos Aires.
Il 13 settembre 1907 papa Pio X proclamò la Madonna di Bonaria patrona massima della Sardegna.
Cento anni dopo, nel 2007, si è celebrato il centenario di tale proclamazione, conclusosi il 7 settembre 2008 con la solenne celebrazione presieduta da papa Benedetto XVI, giunto in visita pastorale a Cagliari (l'annuncio ufficiale dell'evento è stato dato alla Sardegna intera dall'arcivescovo di Cagliari Giuseppe Mani nella messa della Natività nel duomo, il 25 dicembre 2007). La visita a Cagliari è stato il terzo e ultimo viaggio apostolico in Italia per il 2008, dopo la Liguria e la Puglia.
Il 22 settembre 2013 papa Francesco ha visitato il santuario della Madonna di Bonaria per la sua prima visita pastorale.
La festa di Nostra Signora di Bonaria viene celebrata il 24 aprile.